# Военно-медицинский университет
Военно-медицинский университет США (англ. Uniformed Services University of the Health Sciences) — медицинский университет, находящийся в ведении высших федеральных органов государственной власти США. Основная цель университета — подготовка специалистов для военно-медицинской службы в Соединённых Штатах и за их пределами.
Университет состоит из Школы медицины Эдварда Хеберта (F. Edward Hebert School of Medicine), Колледж вспомогательных медицинских наук (Collge of Allied Health Science), Аспирантура стоматологического колледжа, высшей медицинской образовательной программы.

## Кампус
- Корпус ВМФ
- Корпус ВВС
- Квартал для временного проживания (гостевые дома)
- Оздоровительный центр
- SIM-центр
- Книжный магазин выпускников
- Библиотека

## Программы
Бакалавриат
- Молекулы в военной медицине (MD)

Магистратура
- Управления и политики служб здравоохранения
- Медицинского образования
- Общественного здравоохранения
- Наук в области общественного здравоохранения
- Тропической медицины и гигиены

Степень профессионального медицинского врача MD / PhD
- Возникновение инфекционных заболеваний
- Молекулярная и клеточная биология
- Неврология
- Общественное здравоохранение

Докторантура
- Клиническая психология
- Возникновение инфекционных заболеваний
- В области окружающей среды и гигиены труда
- Медицинских наук
- Молекулярной и клеточной биологии
- Неврологии
- Философии в области общественного здравоохранения
- Биологии переносчиков (ранее - Медицинская зоология)